# Àuria Rubio Villanueva
Áurea Rubio Villanueva (Herrera de Pisuerga, 14 de juliol de 1895-Mèxic, 1979) va ser una llevadora i funcionària de presons espanyola, víctima de la Repressió franquista.

## Trajectòria
Era filla d'Áurea Villanueva González i de l'advocat Jesús Rubio Coloma. Tenia el títol de mestra de primària, revalidat el juny de 1913. Va realitzar els dos cursos de la carrera de llevadora l'any acadèmic 1924-25, per la qualcosa va necessitar l'autorització del seu marit Manuel de Lara Gil. També tenia el títol de puericultora.
El 1931 es va constituir l'Agrupació de Matrones de Societats, una associació afí a la UGT. La primera presidenta va ser Maria de la Purificación de la Aldea. En aquell moment eren 116 sòcies,tenien la seu a la Casa del Poble. El juny de 1931, en un article d'opinió, Áurea Villanueva va escriure sobre la importància de l'educació femenina.
Va esdevenir directora de la revista Matronas. Revista técnica profesional UGT i, en el primer número, va escriure un artícle que informava sobre les funcions específiques de les llevadores: La vigilància i assistència dels parts i un mínim de sis visites postparts.
En inaugurar-se la presó de Ventas, es va convocar un concurs públic, les aspirants que es van presentar eren dones entre vint-i-set i quaranta-cinc anys. Áurea Rúbio va aprovar l'oposició i després va realitzar un curset especial de coneixements penitenciaris a l'Escola de Criminologia dirigida per Jiménez de Asúa. Al setembre de 1932 va ser la primera signant d'una instància presentada per les funcionàries sol·licitant que fos substituïda la denominació "Auxiliar" per la de "Oficial" per a igualar-se als seus equivalents masculins.
El 1935 va figurar com a Oficial de la Secció Femenina Auxiliar del Cos de Presons de la presó de Ventas. Va permutar amb Dolors Freixa Batlle, la seva plaça de Madrid per una altra a València i, al maig de 1936, va formular la petició de ser nomenada llevadora de la presó de dones de València.
En acabar la guerra civil va ser depurada. Va declarar que havia treballat com a infermera en el Sanatori Antituberculós de Porta Coeli i com infermera cap a l'Hospital de Refugiats de València i també que havia exercit en dues maternitats especialitzades en assistència a refugiades, Font-Podrida (València) i Vélez Rubio, abans de tornar a Alaquàs i València.
A proposta del jutge instructor, amb data 27 de juliol de 1939 (BOE 2 d'agost de 1939) va ser separada definitivament del servei, empresonada i condemnada a sis anys i un dia de presó. En sortir va emigrar a Mèxic on va morir en 1979.